# کراسنی پاخار (آدیغیه)
کراسنی پاخار (به لاتین: Krasny Pakhar) یک منطقهٔ مسکونی در روسیه است که در آدیغیه واقع شده‌است.